# Момбазильо
Момбазѝльо (на италиански: Mombasiglio; на пиемонтски: Mombasili, Момбазили) е село и община в Северна Италия, провинция Кунео, регион Пиемонт. Разположено е на 454 m надморска височина. Населението на общината е 616 души (към 2010 г.).